# Sucupira (Tocantins)
Sucupira est une municipalité brésilienne située dans l'État du Tocantins.